# Friedrich Eichhorn
Pour les articles homonymes, voir Eichhorn.
Johann Albrecht Friedrich Eichhorn (né le 2 mars 1779 à Wertheim et mort le 16 janvier 1856 à Berlin) est un homme d'État prussien et de 1840 à 1848 ministre prussien de l'Éducation.

## origine et famille
Son père, Carl Ludwig Eichhorn, est membre du conseiller de la cour de Löwenstein-Wertheim et marié à Maria Sophia (née Führer). Friedrich épouse Eleonore Philippine Amalie Sack, une fille du chapelain de la cour (de) royale Friedrich Samuel Gottfried Sack, en 1811. Entre autres, Hermann von Eichhorn, plus tard président du district de Minden, est issu du mariage.

## Biographie
Eichhorn étudie à l'école de Wertheim et le droit à Göttingen de 1796 à 1799. Il est ensuite intendant de la famille von Auer à Clèves pendant une courte période. Depuis 1800, il est auscultateur à la Cour Suprême locale. En même temps, il est quartier-maître régimentaire du 5e bataillon de fusiliers comte Wedel. Avec l'unité, il est transféré à Hildesheim en 1802 et y travaille également à la Cour suprême. En 1806, Eichhorn passe l'examen d'État majeur et devient juge à Berlin. En 1809, il entre en contact avec Wilhelm von Dörnberg, qui lutte contre l'occupation napoléonienne. Cela incite Eichhorn à rejoindre le corps franc (de) de Ferdinand von Schill, mais il est parti après un accident. À partir de 1810, il était membre de la Cour supérieure de justice de Berlin et à partir de 1811, il est également syndic de l'université nouvellement fondée. En 1813, il est membre du comité d'organisation de la Landwehr et fait partie de l'état-major de Blücher. La même année, il devient membre du département central d’administration temporaire pour les territoires occupés sous les ordres Heinrich Friedrich Karl vom Stein.
Après un bref retour dans le service judiciaire, il se rend à Paris comme diplomate en 1815 à la demande de Stein. La même année, il est nommé conseiller privé de légation au ministère des Affaires étrangères. À ce titre, il est responsable des "affaires allemandes" à partir de 1817 et est nommé maître de conférences. Eichhorn joue un rôle important dans la préparation de l'union douanière, notamment par l'inclusion de diverses enclaves dans le domaine douanier prussien. Avec cela et d'autres mesures, il joue un rôle clé dans la création du Zollverein.
En 1831, il est promu directeur du deuxième département du ministère des Affaires étrangères  et, en 1840, Frédéric-Guillaume IV le nomme à la surprise générale ministre de l'Éducation ("ministre des Affaires spirituelles, éducatives et médicales"). Grâce à ses liens familiaux avec l'aumônier de la cour Sack et en tant qu'ami de Friedrich Schleiermacher, les espoirs de libéralisation sont partagés avec lui. Dans le domaine de la politique scolaire, il les déçoivent cependant en renforçant le lien entre l'école primaire et les églises, mais aussi en renvoyant Adolph Diesterweg. En outre, il y a la nomination également évaluée de manière critique de Friedrich Wilhelm Joseph Schelling et du pionnier conservateur Friedrich Julius Stahl (de) d'une part et le limogeage de Bruno Bauer et Carl Nauwerck (de) d'autre part. En ce qui concerne l'Église catholique, Eichhorn créé un département catholique au sein du ministère afin d'aider à calmer les sujets catholiques après les troubles de Cologne (de). Dans le domaine protestant, il promeut la Mission intérieure (de) et les activités de Johann Hinrich Wichern en Prusse. Mais surtout, Eichhorn échoue dans sa tentative de faire adopter une constitution synodale pour l'Église évangélique. Au synode général prussien de 1846, il parvient aux résolutions qu'il souhaite, mais celles-ci ne correspondent pas aux souhaits du roi et ne sont pas acceptées par lui. Avec le début de la révolution de mars, il doit démissionner.
De 1817 à 1848, il est membre du Conseil d'État prussien. En 1850, il participe au Parlement de l'Union d'Erfurt en tant que député de l'assemblée des États et en est le président principal.
Une rue de la Potsdamer Platz à Berlin porte le nom d'Eichhorn. Le botaniste Karl Sigismund Kunth décrit le genre végétal de la jacinthe d'eau sous le nom d'Eichhornia en son honneur. L'Université de Göttingen lui décerne un doctorat honorifique en droit en 1837 et un doctorat honorifique en théologie en 1855.
Friedrich Eichhorn est mort à Berlin en 1856 à l'âge de presque 77 ans. L'inhumation a lieu au cimetière de la Trinité devant la porte de Potsdam (de). Son épouse Eleonore Philippine Amalie, née Sack (1783–1862) y est enterré plus tard. En 1904, tous deux sont enterrés au cimetière de la Trinité II sur la Bergmannstrasse, où la croix funéraire en fonte de Friedrich Eichhorn est conservée.

## Travaux
- Die Central-Verwaltung der Verbündeten unter dem Freiherrn von Stein. Berlin, 1814.
- An die Widersacher der Vereinigung Sachsens mit Preußen. Frankfurt, 1815